# Falklandbooteend
De falklandbooteend (Tachyeres brachypterus) is een eend uit de familie Anatidae. Hij leeft op de Falklandeilanden, gelegen in het zuidelijk deel van de Atlantische Oceaan (voor de kust van Argentinië). Het is een van de twee vogelsoorten die endemisch zijn op deze eilanden. De andere is de Cobbs winterkoning (Troglodytes cobbi).

## Beschrijving
Falklandbooteenden hebben zeer korte vleugels, waardoor hun vliegvermogen niet beter ontwikkeld is dan dat van de kip. Het verenkleed is donkergrijs, met een witte streep achter het oog. Er is veel gelijkenis met de vliegende booteend (Tachyeres patachonicus), die op het vasteland van Zuid-Amerika leeft. Ook die vliegt zelden, maar kan het beter dan de falklandbooteend.

## Voorkomen en leefgebied
De falklandbooteend is een algemene standvogel op de Falklandeilanden. Het leefgebied wordt gevormd door rotsige kusten in de nabijheid van rustig water met kelpwoud. De vogel is sterk gebonden aan zeewater en kustgebieden. Hij komt daardoor niet verder dan drie kilometer landinwaarts voor. Voor zoetwater om te drinken en te baden gaat het dier tot maximaal vijf kilometer van de kust.